# Floràlia
Floràlia o Jocs Florals eren una festivitat de l'antiga Roma en honor de Flora, la deessa de les flors i la vegetació. Durava cinc dies, del 28 d'abril al 2 de maig. La tradició diu que es va instituir el 238 aC per encàrrec dels llibres sibil·lins.
La celebració era discontinua fins que el 173 aC va ser restaurada en el consolat de Luci Postumi Albí i Marc Popil·li Laenes III. Les parts essencials de la festa eren la beguda i uns jocs; un destacat element era l'aparició d'actrius nues a les obres de teatre.

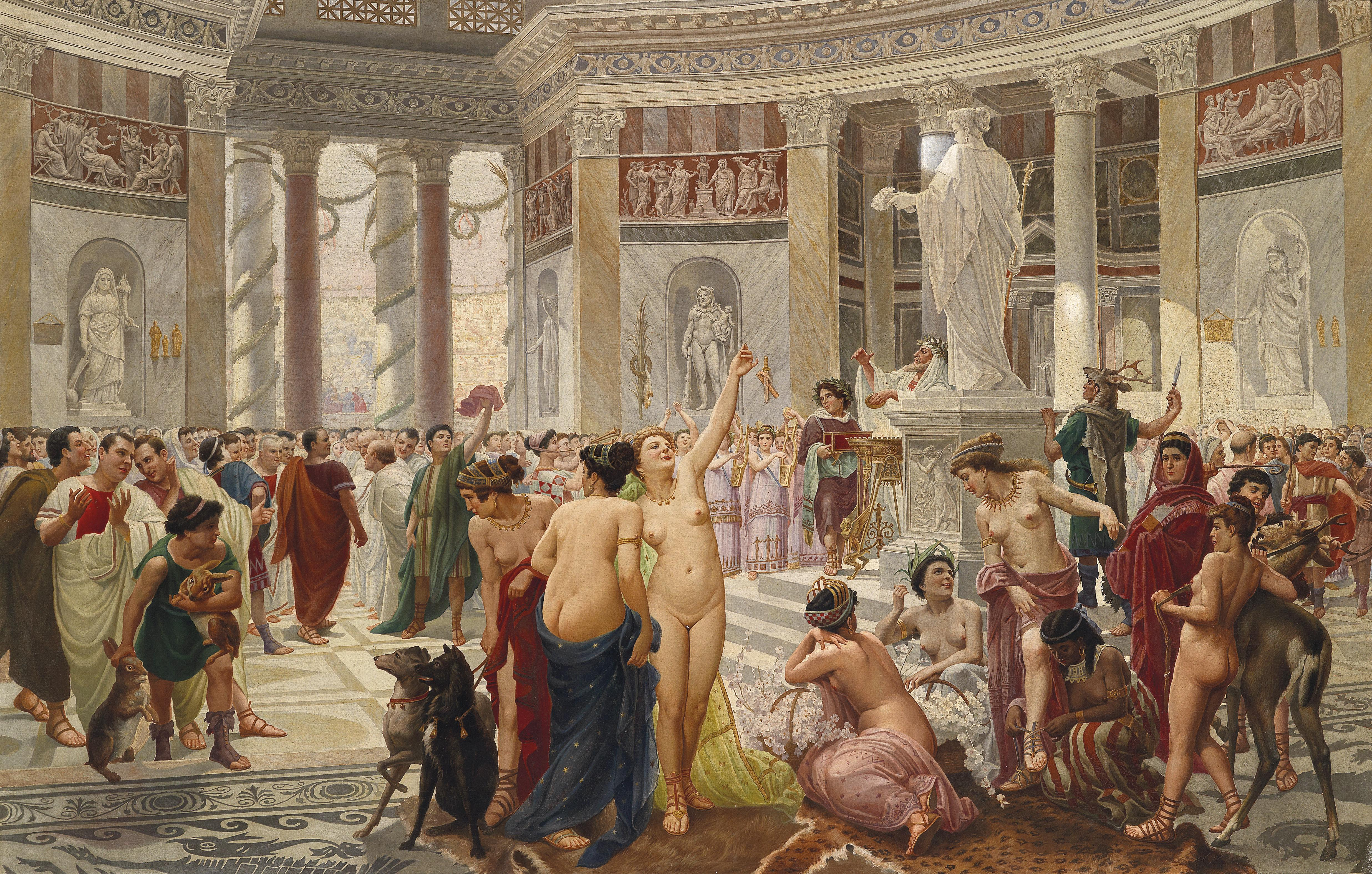
Floralia, pintura de Prosper Piatti (c. 1842–1902).

En un principi el festival se celebrava principalment pels habitants rurals però després es va estendre a les ciutats i arreu d'Itàlia i Grècia on va prendre un caràcter més llicenciós. Els temples es decoraven amb flors, els ciutadans romans vestien robes acolorides en comptes del blanc habitual i es feien ofrenes de mel i llet a Flora. A Roma, les prostitutes consideraven aquest festival com a propi.

## Primeres celebracions
La primera celebració de la qual es té notícia és la de l'any 238 aC, coincidint amb la inauguració d'un santuari dedicat a Flora al Circ Màxim. La festa però, s'havia començat a celebrar anys abans (el 241 aC) quan, per mirar de solucionar un problema de carestia, l'edil plebeu va fer consultar els llibres sibil·lins i el van informar que la deessa Flora vetllaria pels romans si se li dedicaven uns dies festius en el seu honor.
La celebració no va tenir continuació fins que el 173 aC, amb motiu d'una nova carestia, l'edil Gai Servili els va reprendre i des de llavors es van fer amb regularitat. Generalment començaven el 28 o 30 d'abril i duraven fins al 3 de maig.Ciceró esmenta la seva participació com a organitzador quan va ser edil l'any 69 aC.
L'establiment de la festa va quedar confirmada per Juli Cèsar quan va fer la reforma del  calendari.

## Activitats
Es tractava d'una excursió campestre on es feia un àpat senzill comunitari, amenitzat amb acudits, jocs de paraules i poesies en honor de la deessa. La gent decorava el seu vestuari amb les flors que acabaven de sortir al camp i feien corones de flors per posar-se al cap. Els jocs de paraules improvisats van deixar pas amb el temps a representacions teatrals (ludi scaenici) amb obres escrites expressament per l'ocasió, traslladant la festa al circ que el darrer dia feia d'escenari.
Amb el temps, l'excés en el consum de vi va fer que les representacions prenguessin un caràcter més lasciu i agosarat. Les actrius es passejaven entre les grades fent una representació mímica despullades, la nudatio mimarum. Després de les representacions teatrals, es feia una venatio, escenificant la cacera d'una cabra o una llebre, segons Ovidi per analogia amb els animals que vivien als camps protegits per Flora, però segons Marc Terenci Varró perquè es tractava d'animals herbívors que eren les víctimes propiciatòries amb relació a Flora.
El caràcter llicenciós i orgiàstic que va prendre la Floràlia va fer que fos ben acollit per les prostitutes, ja que aquells dies acabaven tenint més clients.
En alguna ocasió els jocs dedicats a Flora van incloure alguna variació, com l'any 30, en temps de l'emperador Galba quan es va fer una exhibició d'un elefant ensinistrat.

## Florifertum
Existeix un ritual anomenat Florifertum descrit per Sext Pompeu Fest, paraula formada per l'arrel fert-(«productiu, fertilitat») i consistia a oferir espigues de blat (spicae) a un santuari. El relat no especifica si aquesta ofrena es feia en nom de Flora o de Ceres, però en cas que fos per Flora es devia fer entre el 27 d'abril i el 3 de maig. Ovidi descriu un altre florifertum en honor de  Juno Lucina el primer dia de març, un dia també consagrat a la celebració del naixement de Mart, fet relacionat per la llegenda de la seva concepció amb la deessa Flora.

## Significat
Segons la interpretació de Jaqueline Champeaux, la Floràlia és un indicador que per la mentalitat politeista romana hi havia un lligam metafísic entre la sexualitat humana i la fertilitat vegetal, de manera que estimulant l'una a través d'un ritual sacre, s'hi s'estimulava l'altra.

## Els jocs florals
A l'edat mitjana es va crear una competició basada en l'antiga Floràlia però deixant de banda el caràcter religiós i també la vessant lasciva. Es va anomenar Jocs Florals o Jocs de la Gaia Ciència, instituïts l'any 1323 a Tolosa de Llenguadoc, amb la idea de posar a prova l'enginy dels trobadors donant com a premi flors.